# اهلی یونایتد بانک کویت
اهلی یونایتد بانک کویت (انگلیسی: Ahli United Bank of Kuwait) شرکت خدمات مالی و بانکداری کویتی است، که در سال ۱۹۷۱ تأسیس شد.